# HR 5183 b
HR 5183 b — экзопланета у звезды HR 5183 в созвездии Девы. Планета удалена от Земли на 102 световых года.
Родительская звезда является жёлтым карликом спектрального класса G0.
Планета HR 5183 b в 3,24 раза массивнее Юпитера и является примером газового гиганта. Она вращается очень далеко от звезды, из-за эксцентриситета 0,84 расстояние меняется от 2,88 а. е. до 33,1 а.е. Планета была открыта в 2019 году методом лучевой скорости.